# Malik Louahla
Malik Khaled Ahmed Louahla (19 december 1977) is een Algerijns voormalig sprinter, die was gespecialiseerd in de 200 m en de 400 m. Hij werd meervoudig Noord-Afrikaans kampioen op de 100 m en meervoudig Algerijns kampioen op diverse sprintafstanden. Tweemaal nam hij deel aan de Olympische Spelen, maar won hierbij geen medailles.
Malik stak een eerste keer zijn neus aan het venster in 1999, wanneer hij wereldkampioen werd voor militairen. Datzelfde jaar nam hij zonder veel succes deel aan het WK in Sevilla.
Een jaar later kwalificeerde hij zich voor de Spelen van Sydney waar hij op de 400 m in de eerste ronde werd uitgeschakeld. Op de 4 × 400 m estafette werd hij met zijn teamgenoten Adem Hecini, Kamel Talhaoui en Samir Moussaoui in de eerste ronde uitgeschakeld.
Op de 400 m liep op het WK 2001 in Edmonton in de reeksen een persoonlijke recordtijd van 45,13 s, meteen ook een nationaal record. Hij werd echter uitgeschakeld in de halve finales. In 2004 nam Malik nog deel aan de 200 m op de Olympische Spelen van Athene. Met een tijd van 20,93 s werd hij uitgeschakeld in de tweede ronde.

## Titels
- Noord-Afrikaans kampioen 100 m - 2004
- Algerijns kampioen 100 m - 1997, 1998, 2003
- Algerijns kampioen 200 m - 1998, 2001, 2002, 2003, 2004, 2005, 2006
- Algerijns kampioen 400 m - 2000, 2001, 2006

## Persoonlijke records
Outdoor
| Onderdeel | Tijd                | Datum           | Plaats    |
| --------- | ------------------- | --------------- | --------- |
| 200 m     | 20,62 s (nat. rec.) | 5 augustus 2004 | Algiers   |
| 300 m     | 33,35 s             | 9 juni 2002     | Istanboel |
| 400 m     | 45,13 s (nat. rec.) | 4 augustus 2001 | Edmonton  |

Indoor
| Onderdeel | Prestatie | Datum            | Plaats |
| --------- | --------- | ---------------- | ------ |
| 200 m     | 21,39 s   | 21 februari 1999 | Praag  |

## Prestaties

### 200 m
- 1997: 6e in serie WK - 21,31 s
- 1999: 4e in serie WK indoor - 21,24 s
- 1999:  WK voor militairen - 20,96 s
- 1999: 6e in serie WK - 21,21 s
- 2004: 7e in ¼ fin. OS - 20,93 s

### 400 m
- 2000:  Afrikaans kampioenschappen - 45,78 s
- 2000: 4e in serie OS - 46,06 s
- 2001: 3e in ¼ fin. WK - 45,14 s
- 2001:  Middellandse Zeespelen - 45,56 s
- 2003: 7e in serie WK - 46,22 s
- 2006: 4e Afrikaanse kampioenschappen - 45,69 s

### 4x400 m
- 1997:  Middellandse Zeespelen - 3.02,78
- 1997: 13e WK - 3.05,22
- 2000: DSQ OS
- 2001:  Middellandse Zeespelen - 3.07,50